# Claude-François Poullart des Places
Claude-François Poullart des Places (Rennes, 26 febbraio 1679 – Parigi, 2 ottobre 1709) è stato un presbitero francese, fondatore della Congregazione dello Spirito Santo.

## Biografia
Nato da una nobile famiglia, studiò presso i gesuiti di Rennes e, dopo aver deciso di diventare prete, entrò nel collegio Louis-le-Grand di Parigi.
A Parigi si unì all'Assemblée des Amis, un'associazione di chierici dedita a varie opere di apostolato: ricevette l'invito di Luigi Maria Grignion de Montfort a unirsi alla sua opera, ma egli rifiutò.
Preoccupato per la situazione degli aspiranti sacerdoti che non potevano accedere agli studi per motivi economici, il 27 maggio 1703, nella chiesa di Saint-Étienne-des-Grès, diede inizio a quella che sarebbe diventata la Congregazione dello Spirito Santo.
Venne ordinato sacerdote nel 1707 ma nel 1709, a causa di una pleurite, morì.